# J.W. Ostendorf
Die J.W. Ostendorf GmbH & Co. KG, kurz „JWO“, ist ein Hersteller von Farben, Lacken und Lasuren für die Industrie und für Endverbraucher.

## Allgemein
Die Firma J.W. Ostendorf (JWO) stellt seit der Gründung im Jahre 1948 durch Josef W. Ostendorf neben Farben noch Lacke und Lasuren für Baumärkte und Einzelhandel her. JWO beschäftigt über 700 Angestellte im In- und Ausland. Neben der Tochterfirma „Renaulac“ in Cestas, einer Stadt in Frankreich (mit über 120 Mitarbeiter), die 2012 von Ostendorf übernommen wurde, liegt der Hauptsitz in Coesfeld.
Ostendorf produziert Farben unter Eigennamen für Großunternehmen in ganz Europa. Die größte Partnerschaft im deutschen Markt ist mit dem Baumarkt „toom“. Andere belieferte Baumärkte sind zum Beispiel Hellweg und BayWa. Die Farbfabrik besteht aus zwei Werken und einem Log Port. Das Werksgelände ist ca. 30.000 Quadratmeter groß.
Mit Wirkung vom 1. Oktober 2018 erwarb der dänische Konzern Hempel A/S 65 % der Anteile an JWO. Hempel ist ein weltweit agierender Lieferant von Beschichtungslösungen für die Märkte Dekoration (Raum- und Objektgestaltung), Industrie (Korrosionsschutz), Schifffahrt, Container und Yacht, und ist seit über 100 Jahren im Geschäft. Hempel beschäftigt mehr als 6 000 Mitarbeiter weltweit. 
Seit 2008 verfügt JWO über ein Güterverteilzentrum mit ca. 65.000 Palettenplätzen direkt an der Fabrik.

## Geschichte
1948 wurde die Gesellschaft von Josef W. Ostendorf zur Produktion von Dispersionsfarben, Lacke und Bautenschutzmittel in Coesfeld gegründet. 1968 gewann die JWO (J.W. Ostendorf GmbH) die ersten Baumärkte für die eigenen Produkte. Aufgrund des Wachstums wurde die Produktion 1971 auf ein 30.000 Quadratmeter großes Gelände im Süden von Coesfeld verlegt. 1991 wurde eine neue Dispersionsfarbenfabrik und 1997 eine neue vollautomatische Produktionsanlage für abgetönte Dispersionsfarben in Betrieb genommen. 2006 wurden die Betriebsräume der JWO um eine 10.000 m² große Halle erweitert.

## Produkte
- Dispersionsfarben
- Lacke
- Holzbehandlungsmittel
- Sprühlacke